# Frank Bruno
Franklin Roy Bruno, noto semplicemente come Frank Bruno (Londra, 16 novembre 1961), è un ex pugile britannico.
Soprannominato "True Bit", è stato campione d'Europa dei pesi massimi nel 1985, sfidante al titolo mondiale dei massimi nel 1986, 1989 e 1993. Campione del mondo WBC dei pesi massimi dal 1995 al 1996.

## La carriera
La vita agonistica di Frank Bruno si snoda tra il 1982 e il 1996, anno del suo ritiro. Dopo un inizio folgorante con ben 21 vittorie su 21 incontri, nel 1984 è James Smith a fermare questa serie vittoriosa sconfiggendo Bruno per Ko alla decima ripresa. Nel luglio 1986 avviene la medesima cosa contro Tim Witherspoon che atterra Bruno all'undicesimo round di un match che il britannico stava conducendo senza difficoltà.
Nel febbraio 1989, dopo alcune vittorie di non grande peso, Bruno affronta Mike Tyson, ancora al meglio della sua forma, in un match valido per il titolo mondiale dei pesi massimi. Nonostante Bruno avesse vistosamente messo in difficoltà Tyson con un gancio sinistro alla prima ripresa, è il campione a uscire vincitore per Ko tecnico al quinto round.
Dopo aver battuto Carl Williams, nel 1993 Bruno affronta Lennox Lewis, che vince al settimo round. Dopo aver sostenuto altri incontri di spessore marginale, nel settembre del 1995 Bruno conquista il titolo WBC battendo Oliver McCall, tuttavia nel marzo successivo uno spento Bruno viene sconfitto da Tyson per Ko tecnico al terzo round, chiudendo così la sua carriera a 35 anni, anche per sopravvenuti problemi oculari.
Chiude la carriera con 45 incontri: 40 vittorie (38 delle quali prima del limite) e 5 sconfitte, tutte per Ko.